# Georg Sternbacher
Georg Sternbacher (* 21. April 1933 in Unterkochen; † 22. April 1995 in Aalen) war ein deutscher Maler und Künstler.

## Schule und Studium
Georg Sternbacher erlernte im Betrieb seines Vaters zunächst den Beruf des Kunstglasers. Damit war sein Berufsweg abgesteckt, er sollte später in den Betrieb eintreten. 1950 bis 1953 besuchte er die Glasfachschule in Rheinbach. Ab 1953 begann Sternbacher ein Studium der Malerei an der Akademie der Bildenden Künste München, wo er schon bald zum Meisterschüler bei Josef Oberberger wurde.
Im Mai 1958 begegnete er an der Akademie seiner ein Jahr jüngeren Lebensgefährtin Ute Bohe. Er wurde in dieser Zeit mit vier Akademiepreisen ausgezeichnet und erhielt 1959 ein Stipendium des französischen Staates, das ihm für ein Jahr den Besuch der École des Beaux-Arts in Paris ermöglichte.

## Weitere Biographie
Nach einem Jahr Paris zog es ihn zurück in seine schwäbische Heimat, wo er 1963 seine Lebensgefährtin Ute Sternbacher-Bohe heiratete. Der Ehe entstammen zwei Söhne. Die Familie, die zunächst in Unterkochen wohnte, zog 1970 in ein umgebautes Bauernhaus in Bopfingen-Oberriffingen, in dem Georg Sternbacher sein Atelier als freischaffender Künstler einrichten konnte.
Seit 1960 war er Mitglied der Freien Münchner und Deutschen Künstlerschaft e. V., des Berufsverbandes (BBK) München später Stuttgart, des Kunstvereins der Diözese Rottenburg/Stuttgart und der Deutschen Gesellschaft für Christliche Kunst. Seit 1970 lebte und arbeitete er in Oberriffingen und unternahm viele Studienreisen in nahe und ferne Länder. In dieser Zeit erstanden zahlreiche Kunstwerke für Auftraggeber im In- und Ausland sowie zahlreiche Gemälde, die erfolgreich viele nationale und internationale Ausstellungen bereicherten.
Seit 1986 beschäftigte ihn intensiv das Thema „Umwelt und Zerstörung“ und es entstanden engagierte Materialbilder, Tuschemalereien in Büchern und auf Blättern sowie Objekte aus Fundstücken.
Georg Sternbacher starb am 22. April 1995.

## Werke
- Kunst am Bau

Brunnengestaltung:
Neresheim, Berufsschulzentrum Aalen, Zell i. W., Satteldorf, Oberkochen und Theodor Heuss Gymnasium in Nördlingen, Brunnen in Ohmenheim.
Kirchen und Friedhofskapellen:
Kath. Kirche Möhringen (Bussen), St. Augustinus Aalen, Stadtkirche Bopfingen, Barbarakapelle Unterkochen, St. Anna Ellwangen und Bad Cannstatt, Peter und Paul Aalen (Fenster und Altarraumgestaltung), Maria Himmelfahrt Königsbronn, Kapelle Geislingen, Auernheim.
Öffentliche Gebäude:
Fenster und Mosaik Rathaus Heubach, Fenster Arbeitsamt Aalen und Rathaus Unterkochen, Spiegelobjekt Rathaus Oberkochen, Mosaiken Volksbank Lauchheim und Aalen, Kreissparkasse Neresheim, Blaue Stahlplastik vor der Raiffeisenbank AA-Waldhausen, Mosaik in einer Privatvilla in Abu Dhabi, U. A. E., Steinstele bei Tokio/Japan, Gedenkstätte (Menora) in der ehemaligen Synagoge in Oberdorf.
Schulen:
Wandobjekt Neresheim, Objekte und Wandgestaltung Unterschneidheim, Fenster und Wandgestaltung Heubach, Malerei Essingen.
Keramikwände:
Schwimmbad Bopfingen und Nattheim, Fußgängerunterführung Unterkochen.
Wand- und Raumobjekte:
Bürogebäude in Giengen und Nattheim, Raststätte Lonetal Ost an der A7.
- 1988 Kunststoffteppich in der HTW Aalen – Hochschule für Technik und Wirtschaft
- 1993 entstand das Buch "Der Schrei und die Stille" mit Zeichnungen von Georg Sternbacher und Gedichten von Hans Sahl

## Ausstellungen
- Von 1960 an regelmäßig Ausstellungen im In- und Ausland.   Auswahl: Regelmäßig im Haus der Kunst und in der Galerie in der Finkenstraße in München; in Paris, Wuppertal, St. Lô, Rom, Tatabánya, Stuttgart, Karlsruhe, Augsburg, Köln, Heidenheim, Nördlingen, Aalen; Rieser Kulturtage-Ausstellungen, Rathausgalerie Aalen, auf Schloß Kapfenburg/Lauchheim, Landratsamt Aalen.   Bilder in öffentlichen und privaten Sammlungen u. a. Staatsgalerie Stuttgart und Städtische Galerie Aalen. Vertreten in zahlreichen Katalogen. Teilnahme an öffentlichen und eingeladenen Wettbewerben »Kunst am Bau«.
- 1995: Ehemalige Synagoge in Oberdorf, "Spuren – Wege der Verfolgten" (14. Oktober – 11. November 1995)
- 1999: Sommerausstellung des Hohenloher-Kunstvereins im Langenburger Hofratshaus
- 2005: Kunstverein Aalen, Gedächtnisausstellung zum 10. Todestag (26. Juni – 27. Juli)
- 2009: Rathausgalerie Aalen
- 2013: KiS – Kunstausstellung im Stiftungskrankenhaus, Nördlingen (17. Oktober 2013 – 7. November 2013)

## Bilder
Georg Sternbacher – Letzte Bilder:
Serie "Spuren – Wege der Verfolgten"
Entstanden 17. Januar – 1. Februar 1995, Mischtechnik auf Leinwand, 142 × 142 cm.
Besitzer: Trägerverein ehemalige Synagoge Oberdorf e.V.